# Charles Kingsford Smith
Sir Charles Edward Kingsford Smith (9. února 1897, Brisbane, Austrálie – 8. listopadu 1935, Andamanské moře) byl australský průkopník letectví.
Narodil se Brisbane, kde byl jeho dědeček městským radním, v dětství pobýval s rodiči v Kanadě. Po návratu do Austrálie vystudoval Sydney Technical High School a pracoval jako technik v cukrovaru. Za první světové války sloužil u First Australian Imperial Force a později Royal Flying Corps, byl raněn a obdržel Military Cross. Po válce provozoval v USA letecké exhibice a od roku 1921 byl pilotem u dopravní společnosti West Australian Airways.
V roce 1928 přeletěl na stroji Fokker F.VII pojmenovaném Southern Cross se čtyřčlennou posádkou jako první v historii Tichý oceán: odstartoval 30. května z Oaklandu a přistál 9. června nedaleko Brisbane. V září téhož roku uskutečnil let z Austrálie na Nový Zéland. Také přeletěl Atlantik a podnikl let z Austrálie do Anglie a zpět, při němž vytvořil rekordní čas deset a půl dne. V listopadu 1935 zmizel beze stopy v bouři nad Andamanským mořem, když se spolu s Johnem Thompsonem Pettybridgem pokoušeli překonat rychlostní rekord na trati mezi Iláhábádem a Singapurem. Po troskách letadla se dosud pátrá, leč bezvýsledně. Posmrtně po něm bylo pojmenováno Letiště Sydney a byl vyobrazen na dvacetidolarové bankovce, jmenuje se podle něj také jeden z měsíců Saturnu.